# Lärobok

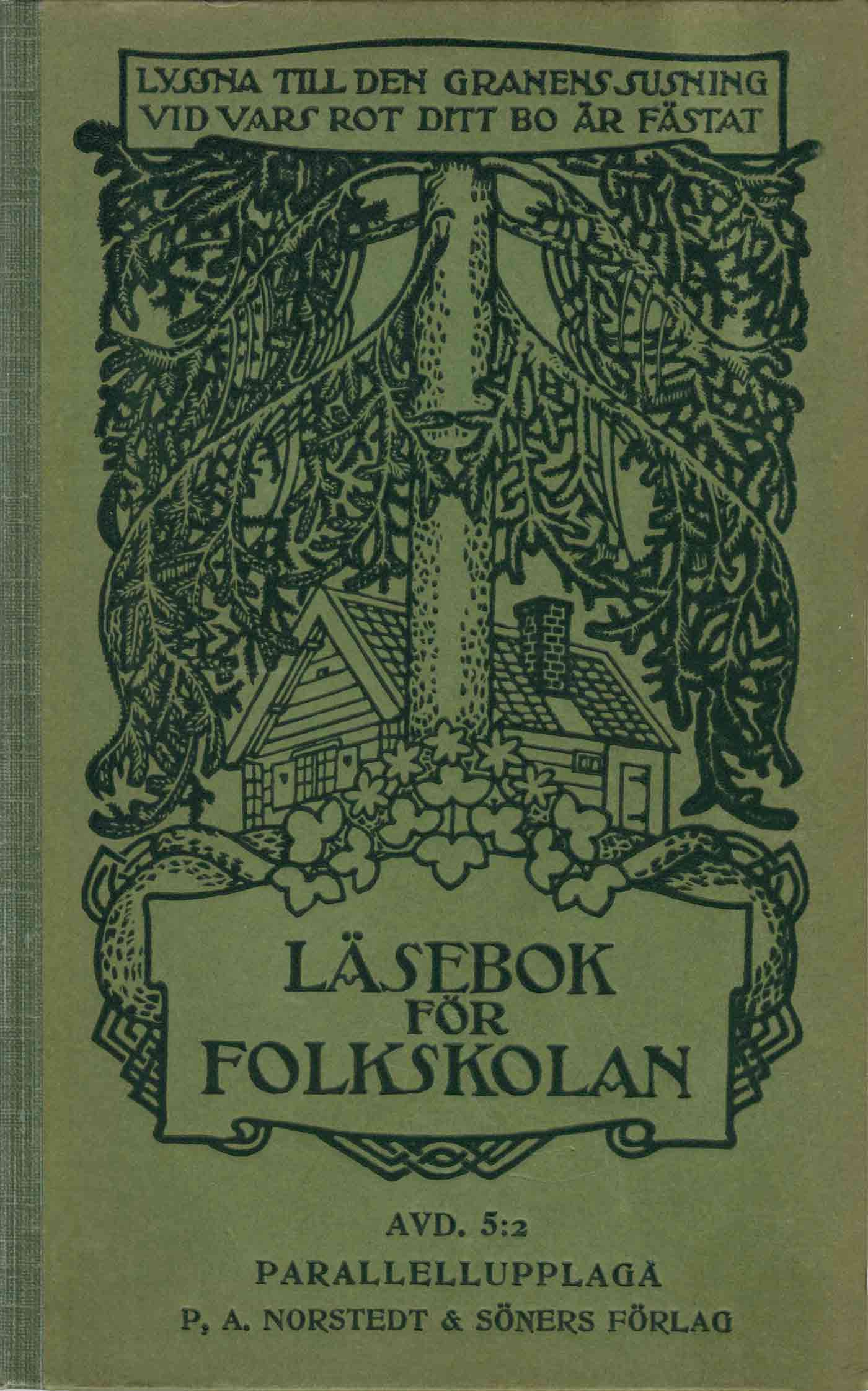
Läsebok för folkskolan från 1907

En lärobok, eller skolbok, är en bok vars innehåll redogör för ett ämne eller fenomen för att förmedla kunskap. Avsikten är främst att informera och inte att roa eller underhålla som skönlitterära verk gör. 

## Definition
Läroböcker används i skolans olika stadier, på gymnasiet och i postgymnasial utbildning. De är specialinriktade på vissa målgrupper som definieras genom ålder och utbildningsnivå. Den traditionella pedagogiken i Sverige förutsätter användning av läroböcker i de olika ämnena, men det finns pedagogiska inriktningar,där läroböcker undviks eller där eleverna själva tillverkar sina läroböcker.

## Elevernas tillgång till läroböcker
I vissa länder ska läroböckerna vara gratis för eleverna på de obligatoriska stadierna. I dessa skolsystem utgör kostnaden för läroböcker därför en stor utgift. Det är vanligt att elever får låna läroböcker enbart för den tid de behöver dem och att de återanvänds av de efterföljande årskursernas elever. Böckerna kan vara utsatta för starkt slitage och dessutom är uppgifterna i dem inte alltid aktuella längre, vilket försämrar inlärningssituationen. Detta måste kompletteras med att läraren fått information om de förändringar som skett sedan boken kom.

## Sponsring
På senare tid har sponsring av skolans läroböcker genom företag förekommit, vilket många gånger fått utstå kritik.